# 猛哥帖木儿
猛哥帖木儿，又名猛哥帖木耳、猛加帖木儿、都督孟特穆（转写：dudu mengtemu，1370年—1433年），爱新觉罗氏，明朝建州女真人，元代斡朵里部首领。

## 生平
其部落原来是元朝在牡丹江西岸斡朵里（依兰附近）设立的五万户之一斡朵里万户。据史书记载，努尔哈赤的先人可追溯到元朝的童挥厚。他是元末斡朵里万户府的万户，兼管鹰事，参与镇压“吾者野人”发动的叛乱。正因如此，他与“吾者野人”结下深仇大恨，在“吾者野人”强大的攻势下，其子率部迁至图们江外居住，洪武五年（1372年），宿敌兀狄哈达乙麻赤再次进袭，迫使斡朵里部部众逃到图们江南岸的阿木河地区。
1388年，明太祖与原元代遼陽行省五個女真萬戶府中的三部（胡里改部、托温部、斡朵里部）取得联系，建立对付蒙古（北元）的同盟。三部女真从今黑龙江依兰县沿松花江和牡丹江迁居到图们江流域，即珲春一带到朝鲜庆源、镜城一带。這地方元代屬奚關總管府。明洪武二十五年（1392年）三月，接受朝鲜授予他的“上万户”。明成祖永乐元年（1403年），以胡里改部属地设置建州卫，位于今绥芬河流域，以胡里改部首领阿哈出（赐名李承善）为指挥使。孟特穆以机敏著称，永乐四年（1406年），在阿哈出的推荐下，授孟特穆为建州卫都指挥使（被朝鮮稱建州衛斡朵里），赐姓童，由此逐漸形成建州女真。
永乐九年（1411年），“猛哥贴木儿尝侵庆源，畏其见伐，徙于凤州。”凤州又称房州（今黑龙江省东宁县大城子古城）。永乐十年（1412年），明朝政府以斡朵里部建立建州左卫，猛哥帖木儿为建州左卫首任指揮使，因而引起朝鲜的不满。猛哥帖木儿在1412年－1433年任建州左卫指揮使，永乐十四年（1416年），明朝政府正式设建州左卫于凤州，委任猛哥帖木儿专管建州左卫事宜。永乐二十年（1424年），率部至北京朝贡，跟随明成祖北征蒙古阿鲁台。永乐二十二年（1424年），与建州卫迁往婆猪江的同时，猛哥贴木儿率部众迁回朝鲜境内阿木河旧居地。宣德元年（1426年），晋升为都督佥事。宣德八年（1433年），晋升为右都督，他帮助明朝辽东都指挥裴俊击退楊木答兀和七姓女真三百人的围攻。楊木答兀勾引嫌真兀狄哈首領弗答哈，葛多介前来袭击城寨，杀死猛哥帖木儿和长子阿古等人。
猛哥帖木儿是充善的父亲，錫寶齊篇古的祖父，福满的曾祖父，觉昌安的高祖父，塔克世的五世祖，清太祖努尔哈赤的六世祖。1636年5月16日（清崇德元年四月乙亥朔十二日丙戌），皇太极追尊他为泽王。1648年12月18日（清顺治五年十一月辛酉朔五日乙丑），顺治帝追谥他为原皇帝（转写：da hvwangdi)，庙号肇祖（转写：deribuhe mafa)。

## 史书中的猛哥帖木儿先世
成书于1395年（明洪武二十八年）李氏朝鲜的《龙飞御天歌》记载爱新觉罗家族直系祖先吾都里部酋长猛哥帖木儿南迁以前的情形。
东北一道，本鳖基之地也，畏威怀德久矣，野人酋长，远至移阑豆漫，皆服事，常佩目剑，入卫潜即，呢传左右，东征西伐，靡不从焉.
《满洲实录》记载了猛哥帖木儿祖上范嗏幸免于难的传说，与朝鲜史籍的有关记载大体吻合。但传说中侥幸逃脱的樊察是幼儿，與猛哥帖木儿的异母弟凡察（一说猛哥帖木儿叔叔包奇之子，又与猛哥帖木儿同母）同名。凡察（弟）在斡朵里（吾都里）部内地位仅次于猛哥帖木儿的酋长。
满洲人的始祖从爱新觉罗布库里雍顺开始不断的从黑龙江松花江流域往南迁移。到了猛哥帖木儿和凡察（弟）的年代已经迁至今乌苏里江东南和朝鲜半岛东北部的会宁一带。明朝和朝鲜史书都多有涉及这一区域的女真人部落。

## 建州左卫与孟特穆
女真胡里改部属地设置建州卫，位于今绥芬河流域，與胡里改部一同南下歸附明朝的的斡朵里部建立建州左卫，孟特穆为第一任指挥使，初期属地在乌苏里江东宁古塔和朝鲜半岛东北部图们江两岸（今会宁一带）。会宁地方一直有传说：青蛙与水獭娶土豪女生努尔哈赤或其祖先。
当时建州左卫的兵力分三，中军由猛哥帖本儿自己统帅，左军由其弟凡察（一说猛哥帖木儿叔叔包奇之子，又与猛哥帖木儿同母）统帅，右军则由长子阿古统帅。
明朝宣德八年（1433年），明辽东都指挥裴俊前往斡木河，去接回被忽刺温女真虏掠的人口，奉命配合这次行动的猛哥帖木儿和其长子阿古，在激战中负伤阵亡。阿古的妻子和弟弟充善被杨木答兀掠去，后经毛怜卫指挥哈儿秃赎回。阿古之妻后生一遗腹子，改嫁建州卫的李满住。
1440年，凡察和猛哥帖木儿的次子查山（清人谓之充善）‘畏兀狄哈掳掠，又乏资财，将至饿死’，只好率领余部从朝鲜会宁西迁辽东。同行的300余户，另有百余户留居当地。途中克服种种困难，最后迁至浑河上游的苏子河，与先期迁到当地的李满住部重新会聚到一起。防御外来侵扰的共同需要促使建州卫与建州左卫的凋散部落再度走向联合，使亲屑部落间的传统关系又有了新发展。

## 祖先
- 布庫里雍順

## 延伸阅读
[在维基数据编辑]
 《清史稿/卷222》，出自趙爾巽《清史稿》